# Табор, Даниэль
Даниэль Табор (англ. Danielle Tabor; род. в 1984 году) — британская киноактриса. Известна ролью Анджелины Джонсон из фильмов «Гарри Поттер и философский камень» (2001), «Гарри Поттер и Тайная комната» (2002) и «Гарри Поттер и узник Азкабана» (2004).
Участвовала в британской детской телевизионной программе «The Mysti Show» (2004—2005). 

## Фильмография
| Год       |   | Русское название                  | Оригинальное название                    | Роль              |
| --------- | - | --------------------------------- | ---------------------------------------- | ----------------- |
| 2009—2011 | с | Закон и порядок: Лондон           | Law & Order                              | Шерил Мэтьюз      |
| 2004      | ф | Гарри Поттер и узник Азкабана     | Harry Potter and the Prisoner of Azkaban | Анджелина Джонсон |
| 2004      | ф | Смерть в пустыне                  | Landers                                  | Дженни            |
| 2002      | ф | Гарри Поттер и Тайная комната     | Harry Potter and the Chamber of Secrets  | Анджелина Джонсон |
| 2001      | ф | Гарри Поттер и философский камень | Harry Potter and the Sorcerer's Stone    | Анджелина Джонсон |
| 1999—2011 | с | Холби Сити                        | Holby City                               | Джоан Синклер     |
| 1986—2011 | с | Катастрофа                        | Casualty                                 | Джейд Граймс      |
| 1984—2010 | с | Чисто английское убийство         | The Bill                                 | Леона Флеминг     |